# Tricliona
Tricliona là một chi bọ cánh cứng trong họ Chrysomelidae.
Chi này được miêu tả khoa học năm 1885 bởi Lefevre.

## Các loài
Các loài trong chi này gồm:
- Tricliona lakshmi Takizawa, 1984
- Tricliona laotica Medvedev, 2000
- Tricliona microdentata Medvedev & Sprecher-Uebersax, 1999
- Tricliona minuta Medvedev, 2000
- Tricliona paksensis Kimoto & Gressitt, 1982
- Tricliona suturalis Kimoto & Gressitt, 1982
- Tricliona tristis Medvedev, 2001